# ジ・アメリカンズ
『ジ・アメリカンズ』（The Americans）は、元CIA職員のジョー・ワイズバーグによって創作されたアメリカ合衆国のスパイスリラー・ドラマである。2013年からFXチャンネルで6シーズンにわたり放送された。

## 概要
夫婦関係を中心に描くシリアスなファミリードラマであるとともに、スパイスリラードラマでもある。
1980年のSDIを推進したレーガン大統領時代を舞台とし、ソ連がアメリカに潜伏させていた"モグラ"と呼ばれるスパイの夫婦を中心に描く。夫婦は国家によって結婚を命令され、身分を偽装してワシントンD.C.の郊外であるバージニア州北部に住み、二人の子供をもうける。だがその近所にFBI局員が引っ越してくる。
2020年1月4日の時点で、日本では『ジ・アメリカンズ 極秘潜入スパイ』のタイトルで全シーズンをAmazonビデオとHuluが配信し、20世紀フォックス・ホーム・エンターテイメント・ジャパンがDVDを発売している。一時期はNetflixにおいても「ジ・アメリカンズ」のタイトルで配信されていた。
Netflixと、Hulu、AmazonビデオおよびDVDなどその他の媒体では、固有名詞などの日本語表記が異なる場合があるが、本記事においてはNetflixの表記を優先する。

## キャスト

### 主要キャスト
- エリザベス・ジェニングス
  - 演 - ケリー・ラッセル、日本語吹替 - 小林さやか
  - アメリカ人夫婦を装うKGBスパイ。
- フィリップ・ジェニングス
  - 演 - マシュー・リス、日本語吹替 - 加瀬康之
  - アメリカ人夫婦を装うKGBスパイ。
- ペイジ・ジェニングス
  - 演 - ホリー・テイラー（英語版）、日本語吹替 - 大平香奈
  - エリザベスとフィリップの娘。
- ヘンリー・ジェニングス
  - 演 - カイドリック・セラティ、日本語吹替 - 近藤唯
  - エリザベスとフィリップの息子。
- スタン・ビーマン
  - 演 - ノア・エメリッヒ、日本語吹替 - 咲野俊介
  - ジェニングス家の近所に住むFBI防諜部職員。
- クリス・アマドール
  - 演 - マキシミリアーノ・ヘルナンデス、日本語吹替 - 長谷川敦央
  - スタンの同僚。 (S1)
- サンドラ・ビーマン
  - 演 - スーザン・マイズナー、日本語吹替 - 土井真理
  - スタンの妻。 (S1-S4)
- ニーナ・セルゲーヴナ・クリローヴァ
  - 演 - アネット・マヘンドル（英語版）、日本語吹替 - 清水はる香
  - ソ連大使館内のKGB職員でスタンの情報提供者。 (S1-S4)
- フランク・ギャド
  - 演 - リチャード・トーマス、日本語吹替 - 佐瀬弘幸
  - FBIのスタンの上司。 (S1-S4)
- マーサ・ハンソン
  - 演 - アリソン・ライト（英語版）、日本語吹替 - 喜代原まり
  - ギャドの秘書でフィリップの情報提供者 (S1-S5)
- アルカディ・イワノヴィッチ・ゾトフ
  - 演 - レヴ・ゴーン（英語版）
  - KGBアメリカ支局長。
- オレグ・イゴレヴィッチ・ブロフ
  - 演 - コスタ・ローニン（英語版）
  - ソ連大使館の科学技術担当KGB要員で政府有力者の息子。 (S2-)
- ウィリアム
  - 演 - ディラン・ベイカー
  - 生物兵器の研究者でKGBの協力者。 (S4)
- デニス・アダーホルト
  - 演 - ブランドン・J・ディルデン（英語版）、日本語吹替 - 荒井勇樹
  - スタンの同僚。 (S3-)

### その他キャスト
- マシュー・ビーマン
  - 演 - ダニー・フラハティー（英語版）
  - スタンの息子。(S1-S5)
- グレゴリー・トーマス
  - 演 - デレク・ルーク
  - 黒人運動家でKGBの協力者、エリザベスの元恋人。 (S1)
- クラウディア
  - 演 - マーゴ・マーティンデイル、日本語吹替 - 小宮和枝
  - ジェニングス夫妻のKGB連絡係。
- ケイト
  - 演 - レン・シュミット（英語版）
  - ジェニングス夫妻のKGB連絡係。 (S2)
- ガブリエル
  - 演 - フランク・ランジェラ
  - ジェニングス夫妻の恩師でKGBの連絡係。 (S3-S5)
- ワシーリー
  - 演 - Peter Von Berg
  - アルカディの前任のKGBアメリカ支局長。(S1-S4)
- タチアナ
  - 演 - Vera Cherny
  - KGBアメリカ支局員。 (S3-)
- ティム師
  - 演 - ケリー・オーコイン（英語版）
  - ペイジの通う教会の指導者。 (S2-)
- アナリーズ
  - 演 - ジリアン・アレクシー（英語版）
  - 国防次官補の妻でフィリップの情報提供者。 (S1-S3)
- キンバリー（キミー）
  - 演 - ジュリア・ガーナー
  - CIAアフガニスタン担当グループ長の娘。 (S3-)
- チャールズ・ダルース
  - 演 - レッグ・ロジャース
  - ジャーナリストでKGBの情報提供者。(S1-S3)
- ユースフ
  - 演 - ラフール・カーナ（英語版）
  - パキスタン軍統合情報局員。 (S2-S3)
- トーリ
  - 演 - カリー・ソーン（英語版）
  - スタンのガールフレンド。 (S3-S4)
- ウルフ
  - 演 - ピーター・ジェイコブソン
  - FBIでスタンの上司、ギャドの後任。 (S4-)
- ヨンヒ
  - 演 - Ruthie Ann Miles
  - 韓国からの移民で化粧品販売員。 (S4)
- ドン
  - 演 - Rob Yang
  - ヨンヒの夫。 (S4)
- アレクセイ・モロゾフ
  - 演 - Alexander Sokovikov
  - ソ連からアメリカに亡命した農業学者。 (S5)
- エヴゲーニア・モロゾフ
  - 演 - Irina Dvorovenko
  - アレクセイの妻。 (S5)
- パーシャ・モロゾフ
  - 演 - Zack Gafin
  - アレクセイとエヴゲーニアの息子。 (S5)
- トゥアン
  - 演 - Ivan Mok
  - ベトナム難民の少年でKGBスパイ。 (S5)
- ルネ
  - 演 - ローリー・ホールデン
  - スタンのガールフレンド。 (S5-)
- グレン・ハスカード
  - 演 - Scott Cohen
  - 国務省の対ソ連交渉チームの一員。(S6)

## あらすじ

### シーズン1のあらすじ
1981年、KGB工作員であるエリザベスとフィリップのジェニングス夫妻は長年普通のアメリカ人夫婦を装って潜入している。夫妻は現地で二人の子供ーペイジとヘンリーーまでもうけているが、子供たちは両親の正体を知らない。近所にFBI防諜部員であるスタン・ビーマンが引っ越してきてジェニングス夫妻の友人となり、ソ連大使館で働くニーナを脅して情報提供者とする。ジェニングス夫妻の心は祖国とアメリカ合衆国の間、そして任務と夫婦愛・家族愛の間で揺れ動く。

### シーズン2のあらすじ
ソ連によるアフガン侵攻、アメリカでのイラン・コントラ事件、ステルス兵器開発が背景に描かれる。同様に子供を持つスパイ仲間の夫妻が惨殺され、ジェニングス夫妻は家族の将来を案じる。ペイジは教会活動にのめりこむ。フィリップはスタンのFBIの同僚のマーサと秘密裏に結婚して情報提供者とする。スタンは愛するようになったソ連大使館内の情報提供者ニーナを見捨てるが、夫婦仲は崩壊する。

### シーズン3のあらすじ
1982年、ソ連によるアフガン侵攻、南アフリカでの反アパルトヘイト運動が背景に描かれる。KGBはペイジをスパイにするようジェニングス夫妻に迫り、フィリップは抵抗する。フィリップとかつての恋人の間の息子が兵士としてアフガニスタンにいる事がわかる。スタンは同じくニーナを愛するKGB要員オレグと協力してニーナを解放しようと努力する。ペイジは両親の秘密に気付いて問い詰め、真実を知って苦しむ。マーサはFBI内に仕掛けた盗聴器が発見されて窮地に落ちる。

### シーズン4のあらすじ
『ザ・デイ・アフター』が放送されて話題を呼んだ1983年を舞台とする。ペイジは敬愛するティム牧師に両親の正体を話してしまい、ジェニングス夫妻は当局に報告されないよう苦心する。スパイ活動が露見したマーサは、KGBにより密かにロシアに脱出させられる。上司のギャドは責任を取らされて解雇され、のちにKGBに殺される。ジェニングス夫妻は生物兵器を持ち出す任務で思わぬ危険に遭遇する。スタンは離婚して息子マシューと同居し始め、ペイジはマシューに接近してFBIの事を探ろうとする。ニーナはソ連で処刑される。オレグは良心の呵責から、アメリカの生物兵器を盗もうとするソ連の試みをスタンにもらして阻止する。

### シーズン5のあらすじ
1984年、家族の問題が主人公たちを悩ませる。ペイジは両親の秘密を隠すことに苦しむ。成績の良いヘンリーは全寮制の名門校を目指す。ジェニングス夫妻は自分たちが持ち出した生物兵器をソ連がアフガニスタンで使ったと知り苦悩する。夫妻はソ連からアメリカに亡命した一家に近づき、帰国させようと揺さぶる。フィリップの息子ミーシャは父に会うためにアメリカに入国するが、ガブリエルに説得されて帰国する。ガブリエルが帰国し、夫妻も子供たちを連れて帰国することを考え始める。帰国したオレグは食料流通の不正を正そうとし、有力者によって妨げられる。KGBはオレグとスタン、ニーナとの関係を疑う。CIAはスタンとの関係をてこにオレグを脅して協力者にしようと謀り、オレグとの友情を重んじるスタンは抵抗する。

### シーズン6のあらすじ
1987年、ゴルバチョフとレーガンの軍縮サミットが行われる。フィリップはスパイ活動から身を引き旅行代理店経営に専念するも、ビジネスは思わしくない。ヘンリーは高額の全寮制学校に行き、ペイジは大学に通いながらソ連のスパイとして教育を受ける。ソ連内はゴルバチョフの進める改革と軍縮をめぐって割れる。エリザベスはスパイ活動で多忙を極め、反ゴルバチョフのグループから指令を受けて動く。オレグはゴルバチョフを守るために妻子を置いてアメリカに行き、フィリップに接触してエリザベスを監視させる。スタンは防諜活動から離れているが、かつて雇ったソ連内の協力者と同僚のFBI局員を殺されて、ジェニングス夫妻を疑い始める。エリザベスは自分が反ゴルバチョフの手駒だったことを知り、仲間に敵対して軍縮交渉を守る。オレグはFBIに逮捕される。スタンはジェニングス夫妻の正体を知って追いつめるも、夫妻とペイジを見逃す。夫妻はソ連に逃げ、ペイジは途中で離脱してアメリカにとどまる。スタンは何も知らなかったヘンリーの面倒を見る。

## エピソード
| シーズン | シーズン | 話数 | 話数 | 放送期間      | 放送期間      |
| シーズン | シーズン | 話数 | 話数 | 初回放送      | 最終回放送    |
| -------- | -------- | ---- | ---- | ------------- | ------------- |
|          | 1        | 13   | 13   | 2013年1月30日 | 2013年5月1日  |
|          | 2        | 13   | 13   | 2014年2月26日 | 2014年5月21日 |
|          | 3        | 13   | 13   | 2015年1月28日 | 2015年4月22日 |
|          | 4        | 13   | 13   | 2016年3月16日 | 2016年6月8日  |
|          | 5        | 13   | 13   | 2017年3月7日  | 2017年5月30日 |
|          | 6        | 10   | 10   | 2018年3月28日 | 2018年5月30日 |

Netflixでの邦題とその他の媒体での邦題が異なる場合、以下ではNetflixでの邦題を先、その他の媒体での邦題を後に示す。

### シーズン1
| 通算 # | #  | 邦題 原題                                              | 監督                     | 脚本                                                  | 放送日        | 視聴者数 (百万人) |
| --- | -- | ------------------------------------------------------ | ------------------------ | ----------------------------------------------------- | ------------- | ----------------- |
| 1 | 1  | "パイロット/よき隣人" "Pilot"                          | ギャヴィン・オコナー     | ジョー・ワイズバーグ                                  | 2013年1月30日 | 3.22              |
| 1981年、フィリップとエリザベスのジェニングス夫婦はワシントンD.C.に住むソ連KGBの潜入スパイである。二人の子供のペイジとヘンリーは両親の秘密を知らない。二人はソ連から亡命しようとしたティモチェフを誘拐するが、もう一人のKGB工作員ロブが刺されたためにソ連への強制送還は不可能となる。一方、通りの向かい側にFBI防諜部のスタン・ビーマンが引っ越してくる。ジェニングス夫妻はティモチェフの扱いを巡ってもめるが、ティモチェフが以前エリザベスをレイプしたことがわかり、スタンに引き渡そうとしていたフィリップはティモチェフを殺す。スタンはフィリップの車と似た車がティモチェフ誘拐現場で目撃されたため疑いを持ち、ジェニングス家の車庫に忍び込んで車のトランクを調べるが何も見つからない。ロナルド・レーガン大統領は、あらゆる手段を講じて国内に潜むソ連工作員を摘発するよう命令を下す。 |    |                                                        |                          |                                                       |               |                   |
| 2 | 2  | "時計/盗聴" "The Clock"                                | アダム・アーキン         | ジョー・ワイズバーグ                                  | 2013年2月6日  | 1.97              |
| フィリップはスウェーデンの工作員を装って国防次官補の妻のアナリーズを誘惑し、国防長官キャスパー・ワインバーガーの部屋の写真を密かに撮らせる。三日後にワインバーガーと英国首相のマーガレット・サッチャー、および英国国防大臣ジョン・ノットがSDIについて会談することになる。ジェニングス夫婦は会談を盗聴するよう命令され、掃除婦のヴィオラを脅迫して時計に盗聴器を仕掛ける。一方、スタンはソ連大使館員のニーナを脅迫して情報提供者にする。 |    |                                                        |                          |                                                       |               |                   |
| 3 | 3  | "グレゴリー" "Gregory"                                 | トマス・シュラム         | ジョエル・フィールズ                                  | 2013年2月13日 | 1.65              |
| ニーナはティモチェフが失踪した夜にKGB工作員ロブが殺されたことをスタンに話す。FBIはフィラデルフィアにロブの妻子がいることを突き止める。。ジェニングス夫婦はロブからフィラデルフィアで会いたいと言う暗号メッセージを受け取って訝り、黒人運動家のグレゴリーを送る。グレゴリーは、ロブの妻ジョイスがFBIの監視に気付かずメッセージを送ったことを知り、FBIの監視をかいくぐってジョイスを保護し、暗号化されたメモを受け取る。グレゴリーがかつてエリザベスと関係していたことがわかる。ジェニングスの新任のコンタクトであるクラウディアはメモに記された人物に会えといい、フィリップは対ミサイルレーザーの設計図を買い取る。ジェニングス夫婦はジョイスと子供をクラウディアに引き渡す。子供はソ連にいるロブの両親に預けられるが、ジョイスは死んで見つかる。 |    |                                                        |                          |                                                       |               |                   |
| 4 | 4  | "主導権/大統領襲撃" "In Control"                       | ジャン・ド・セゴンザック | ジョエル・フィールズ & ジョー・ワイズバーグ           | 2013年2月20日 | 1.91              |
| レーガン大統領が狙撃される。米ソ当局は互いに相手の関与を疑う。ジェニングス夫妻は看護婦からレーガンが生存する見込みだと聞き出し、要人を暗殺するクリストファー作戦の準備をする。夫妻はヘイグ国務長官が政権を掌握し、核のボタンを手に入れたことを知り、ヘイグによるクーデターを疑う。エリザベスは祖国に報告しようとするが、フィリップはさらなる調査を求める。スタンが帰宅して、ジョン・ヒンクリーが個人的な動機で狙撃したと説明し、ソ連の関与の疑いは解消されたと言う。スタンと妻の溝は広がるが、フィリップとエリザベスの仲は深まり、ヘイグの件を報告しないことによる処刑の怖れを共有する。 |    |                                                        |                          |                                                       |               |                   |
| 5 | 5  | "通信傍受/協力者" "COMINT"                             | ホリー・デイル           | メリッサ・ジェームズ・ギブソン                        | 2013年2月27日 | 1.44              |
| エリザベスは、政府と契約する防衛企業の部長であるアダム・ドーウィンに会う。妻を亡くしたばかりのドーウィンは"ウダチャ"と呼ばれるKGB協力者であり、KGBからの接触がないために孤独で動揺している。FBIが最新の暗号化技術を用いた通信機を使い始めたために動きが把握できず、KGBはウダチャに接触できずにいる。スタンはニーナに圧力をかけてKGBとウダチャの接触を知ろうとする。エリザベスは潜入して、通信機の暗号カードのコピーを手に入れる。KGBは暗号を解読しウダチャと接触の機会をもつが、FBIが尾行する。エリザベスはウダチャを殺す。KGBは内部に内通者がいることに気付く。 |    |                                                        |                          |                                                       |               |                   |
| 6 | 6  | "信頼/命懸けの信頼" "Trust Me"                         | ダニエル・サックハイム   | スネハ・コーセ                                        | 2013年3月6日  | 1.88              |
| フィリップとエリザベスは誘拐されてKGBのスパイではないかと尋問を受ける。証拠を見せられても二人とも否定する。誘拐したのはKGBの工作員であり、内通者を見つけるためにジェニングス夫妻を調べていることがわかる。エリザベスはクラウディアを殴り倒し、誘拐を承認した幹部にメッセージを送らせる。フィリップは、エリザベスが以前のKGB担当にフィリップがアメリカのことを好き過ぎると言ったことを裏切りだと怒る。摘発を恐れたニーナはスタンの助けで支局長のワシーリーを罠にかける。 |    |                                                        |                          |                                                       |               |                   |
| 7 | 7  | "義務と矜持の狭間/義務と名誉" "Duty and Honor"         | アレックス・チャップル   | ジョシュア・ブランド                                  | 2013年3月13日 | 1.70              |
| フィリップはポーランド人の反体制派の評判を落とすためニューヨーク市に送られる。元恋人の工作員イリーナと再会して寝る。イリーナはソ連にいる息子がフィリップの子だと言う。任務は成功し、イリーナは逃げて姿を消すつもりだと言って誘うがフィリップは断る。エリザベスはSDI計画内部の内通者に接触しギャンブルの借金を払ってやる。一方、スタンは夜遅くまで働き家族との夕食をすっぽかす。バーで女を引っかけろとクリスに促されるが断り、ニーナを呼び出してセックスをする。ニーナを亡命させる約束のことをギャドに尋ねるがFBIは守るつもりがないと言われる。フィリップが戻るとエリザベスは謝り、結婚を本当のものにしようと言う。フィリップは承知するが、イリーナと過ごした夜のことは隠す。 |    |                                                        |                          |                                                       |               |                   |
| 8 | 8  | "相互確証破壊/夫婦の絆" "Mutually Assured Destruction" | ビル・ジョンソン         | ジョエル・フィールズ & ジョー・ワイズバーグ           | 2013年3月20日 | 1.65              |
| クラウディアはフィリップがイリーナと寝たことをエリザベスに話し、エリザベスはフィリップと本当の夫婦となることをあきらめて、仕事上のパートナーであり続けようと決める。KGBはアメリカの科学者を暗殺するために西ドイツの暗殺者を雇った後で撤回しようとするが連絡がつかなくなる。ジェニングス夫妻はFBI内部の内通者マーサからの情報をもとに暗殺者を探し出して殺す。だが既に仕掛けられていた時限爆弾が科学者と3人のFBIの護衛を殺し、ギャドは復讐を誓う。一方、ギャドはニーナが救出されるまでの隠れ家の鍵をスタンに渡し、ニーナは二人の愛の巣だと見なす。マーサにふられたアマドールは疑いを持ち尾行する。 |    |                                                        |                          |                                                       |               |                   |
| 9 | 9  | "隠れ家/報復" "Safe House"                             | ジム・マッケイ           | ジョシュア・ブランド                                  | 2013年4月3日  | 1.38              |
| フィリップとエリザベスはしばらく別居することにし、子供たちは衝撃を受ける。ギャドは復讐のためKGBの駐在員アルカディをジョギング中に暗殺しようとする。フィリップはマーサと一夜を過ごすが、次の朝アマドールに出くわして争いとなり刺してしまう。ジェニングス夫妻は廃墟のビルでアマドールを手当てし、FBIの計画を聞き出そうとする。アルカディが怪我をしたため、ジョギングには部下のヴラッドだけが現れる。FBIはヴラッドを隠れ家に連行し、スタンはアルカディに電話をしてアマドールを解放しないとヴラッドを殺すと脅す。ジェニングス夫妻は亡くなったアマドールの死体を始末し、同僚の死を知ったスタンはヴラッドを殺す。 |    |                                                        |                          |                                                       |               |                   |
| 10 | 10 | "告白/犠牲" "Only You"                                 | アダム・アーキン         | ブラッドフォード・ウィンタース                        | 2013年4月10日 | 1.50              |
| アマドールの指輪が質屋で見つかってグレゴリーに繋がり、スタンはグレゴリーを追い詰める。KGBはグレゴリーにアマドール殺しの濡れ衣を着せてソ連への亡命を誘う。だがグレゴリーは拒否し、説得にも耳を貸さない。クラウディアはフィリップにグレゴリーを殺すよう頼むが、エリザベスの懇願でフィリップは見逃す。グレゴリーは警察の前に姿を現して銃撃戦で死ぬ。スタンはヴラッド殺しの犯人を捜すとニーナに約束する。スタンの妻サンドラは家族のためにFBIを辞職してくれと願う。ジェニングス夫婦は別居で苦しむ子供たちに苦慮する。 |    |                                                        |                          |                                                       |               |                   |
| 11 | 11 | "陰の戦争/師の暗殺" "Covert War"                       | ニコル・カッセル         | ジョシュア・ブランド & メリッサ・ジェームズ・ギブソン | 2013年4月17日 | 1.81              |
| CIAはエリザベスの恩師ジューコフ将軍を含む3人のKGB高官をモスクワで暗殺する。エリザベスはKGBの命令に背き、暗殺を計画したとクラウディアが教えたCIA高官を殺そうとし、誘拐するが解放する。エリザベスは和解しようとフィリップを訪ねるが、アパートを借りたと聞いて立ち去る。自分を操ってCIA高官を殺させようとしたとクラウディアを責めると、クラウディアは自分はかつてジューコフの愛人であったと語る。ジェニングス夫妻に対して悪意はなく、エリザベスがCIA高官を殺さなかったことに驚く。一方、サンドラは家を出る。スタンはニーナに会い二人の関係を切ろうとするが、決心を翻してセックスをする。ニーナは昇進してワインバーガー国防長官の盗聴文書を閲覧できるようになるが、ヴラッドの死を調べるためにスタンから隠す。マーサは、クラークと偽るフィリップを両親に紹介し、二人はフィリップを気にいる。 |    |                                                        |                          |                                                       |               |                   |
| 12 | 12 | "誓いの言葉/誓い" "The Oath"                           | ジョン・ダール           | ジョシュア・ブランド & メリッサ・ジェームズ・ギブソン | 2013年4月24日 | 1.49              |
| エリザベスの新しい情報源のサンフォード・プリンスは、5万ドルでSDIの重要機密を売るアメリカ空軍の大佐を見つけたと言う。エリザベスは疑いを捨てきれないが、情報の一部を見たモスクワはエリザベスに大佐と会えと命令する。FBIによる罠かどうかを見分けるため、フィリップはマーサに結婚を約束し、ギャドのオフィスに盗聴器を仕掛けさせる。フィリップは約束通り身内だけの結婚式を挙げ、マーサの両親の他にそれぞれ"クラーク"の母親と妹になり済ましたクラウディアとエリザベスが出席する。大佐との面会の数日前、プリンスは養育費の滞納で逮捕される。ワインバーガー国防長官宅の掃除婦ヴィオラは、盗聴器を仕掛けるよう強制されたとFBIに告白し、FBIは盗聴器を通じて偽の情報を流す。ヴィオラの証言と、ジェニングス夫妻が誘拐したCIA局員の証言から、スタンとギャドは30代の夫婦が絡んでいると結論して似顔絵を描く。スタンがヴラッドを殺したと疑うニーナは、FBIに情報を漏らしていたと上司のアルカディに告白し、二重スパイになることを申し出る。 |    |                                                        |                          |                                                       |               |                   |
| 13 | 13 | "大佐/罠" "The Colonel"                                | アダム・アーキン         | ジョエル・フィールズ & ジョー・ワイズバーグ           | 2013年5月1日  | 1.74              |
| 大佐との面会が近づき、クラウディアとジェニングス夫妻は罠を警戒する。ジェニングス夫妻は万が一のため子供たちをカナダに連れて行こうと計画する。スタンはもうすぐ任務が成功しそうだとニーナに漏らし、ニーナはアルカディに話す。アルカディは大佐との面会を中止させようとするが、フィリップは大佐に会い、SDIは技術的に不可能でソ連に資源を無駄遣いさせるための陰謀かもしれないと聞かされる。FBIは大佐ではなくワインバーガー国務長官宅の盗聴録音の回収に罠を仕掛けており、フィリップはエリザベスを間一髪で救い出す。二人はFBIの追跡を逃れるが、エリザベスが腹部を撃たれる。フィリップは廃墟でエリザベスに治療を受けさせ、スタンに電話をして子供たちの世話を頼む。ニーナはスタンのファイルをアルカディに渡す。エリザベスは家に戻ってくれとロシア語でフィリップに言う。クラウディアはジューコフ暗殺を指令したCIA高官を暗殺する。プリンスはFBIに大佐のことを自白する。ペイジは母の挙動に不審を抱く。                                 |    |                                                        |                          |                                                       |               |                   |

### シーズン2
| 通算 # | #  | 邦題 原題                                                  | 監督                         | 脚本                                                                                             | 放送日        | 視聴者数 (百万人) |
| --- | -- | ---------------------------------------------------------- | ---------------------------- | ------------------------------------------------------------------------------------------------ | ------------- | ----------------- |
| 14 | 1  | "同志/同志たち" "Comrades"                                 | トマス・シュラミ             | ジョエル・フィールズ & ジョー・ワイズバーグ                                                      | 2014年2月26日 | 1.90              |
| 撃たれて二カ月後、エリザベスは回復し、叔母の看護をしていたと嘘をついてフィリップとともに暮らし始める。ジェニングス夫妻はヘンリーの11歳の誕生パーティーを抜け出して、同志のコナー夫妻とともに任務を果たす。ジェニングス夫妻は埋め合わせにヘンリーを遊園地に連れて行くが、コナー夫妻と娘が殺される。ニーナは科学技術担当職員としてオレグ・イゴレヴィッチ・ブロフが赴任したとスタンに教える。大佐への追及はうまく行かず、プリンスは大佐に殺される。 |    |                                                            |                              |                                                                                                  |               |                   |
| 15 | 2  | "カーディナル/それぞれの不安" "Cardinal"                   | ダニエル・サックハイム       | ジョエル・フィールズ & ジョー・ワイズバーグ                                                      | 2014年3月5日  | 1.46              |
| エリザベスは子供たちの安全を心配して一緒に過ごす。緊急連絡を受けて外出し、ニカラグアのサンディニスタ民族解放戦線の工作員ルチアをトラブルから救う。フィリップはコナー夫婦の情報提供者のフレッドを調べるが罠にかけられて捕えられる。フレッドは潜水艦に関する重大な情報があると言う。ニーナは情報提供者が亡命を希望したことをスタンに話し、スタンはそれが世界銀行のブルース・ダメランであると突きとめる。 |    |                                                            |                              |                                                                                                  |               |                   |
| 16 | 3  | "来客の正体/子供たちの安全" "The Walk In"                  | コンスタンティン・マクリス   | ステュアート・ジッチャーマン                                                                     | 2014年3月12日 | 1.27              |
| フィリップとエリザベスは潜水艦部品工場に潜入して新型スクリューの設計図の写真を撮る。エリザベスはコナー家の生き残りのジャレッドに会い、殺された母親からの正体を告白する手紙を渡そうとするが気を変える。ペイジは学校を休み、エリザベスが二か月間看病していたと言う大叔母の家を訪ねる。スタンはダメランの職場の世界銀行を調べて要人暗殺を阻止する。 |    |                                                            |                              |                                                                                                  |               |                   |
| 17 | 4  | "アイネクライネナハトムジーク/復帰" "A Little Night Music" | ロッジ・ケリガン             | ステファン・シフ                                                                                 | 2014年3月19日 | 1.39              |
| ジェニングス夫妻はソ連からの亡命科学者のアントン・バクラノフを調査する。クラウディアが夫妻に再会し、本部には知らせずにコナー家の殺害犯を探そうと言い、エメット・コナーに脅迫されていたネイビー・シールズのアンドリュー・ラリックが怪しいと言う。エリザベスは海軍の新兵のブラッド・マリンに近づき、ラリックにレイプされたと嘘をついて同情を買う。ラリックのことを調べさせようとするが、マリンは怖気づく。夫妻がバクラノフを誘拐しようとした時、二人の男に襲われてバクラノフは連れ去られる。ギャドはヴラッドの死の責任を取らされて降格される。オレグは家族のコネで高い情報アクセスの権限を手に入れてニーナの活動を知る。ペイジは新しい友人のケリーと教会に通い始める。マーサはクラークを名乗るフィリップとのすれ違い生活に苛立つ。 |    |                                                            |                              |                                                                                                  |               |                   |
| 18 | 5  | "交換条件/取引" "The Deal"                                 | ダン・アティアス             | アンジェリーナ・バーネット                                                                       | 2014年3月26日 | 1.36              |
| フィリップはモサドの工作員である襲撃者の一人を監禁する。ケイトがクラウディアの後任としてジェンキンス夫妻の連絡係となる。ソ連はイスラエルと間で人質交換をしてバクラノフをソ連に連行する。エリザベスは"クラーク"の妹のふりをしてマーサに会い、クラークを夫として書類に記入しないよう説得する。マリンからラリックの資料を受け取る。オレグはニーナが情報提供者であることを暴露するとスタンを脅す。 |    |                                                            |                              |                                                                                                  |               |                   |
| 19 | 6  | "赤い扉の裏側/赤い扉の向こう側" "Behind the Red Door"      | シャーロット・シーリング     | メリッサ・ジェームズ・ギブソン                                                                   | 2014年4月2日  | 1.21              |
| エリザベスとフィリップはCIAを装ってラリックに会いコナー夫妻を殺したのかを探る。ニカラグア工作が絡むことを知り、ルチアに議員補佐を誘惑させた隙にエリザベスはアーパネットの機密情報を盗む。スタンは亡命したいなら嘘発見器にかかるようニーナに求める。 |    |                                                            |                              |                                                                                                  |               |                   |
| 20 | 7  | "ARPANET/アーパネット" "Arpanet"                           | ケヴィン・ダウリング         | ジョシュア・ブランド                                                                             | 2014年4月9日  | 1.18              |
| ニーナはオレグから反応を偽装する指導を受け、FBIの嘘発見器にかかる。フィリップはアーパネットからデータを盗み出す。ラリックはニカラグアに行って新たに基地を立ち上げ、マナグア港に機雷をしかけるよう命令されたとエリザベスに言う。コントラの訓練キャンプに潜入してラリックを殺すつもりでいたルチアはこれを聞いて動揺する。ニーナはオレグと寝る。 |    |                                                            |                              |                                                                                                  |               |                   |
| 21 | 8  | "新車/偽情報" "New Car"                                    | ジョン・ダール               | ピーター・アッカーマン                                                                           | 2014年4月16日 | 1.39              |
| フィリップとヘンリーは新車のシボレー・カマロに乗って帰宅する。ルチアは復讐のためにラリックを殺そうとするが失敗し、ラリックを必要とするエリザベスの目の前で殺される。ケイトはかつてジェンキンス夫妻が盗み出したスクリューの設計に欠陥があり、ロシア潜水艦の沈没事故を招いたと言う。オレグに脅されたスタンはFBIの監視記録を渡す。 |    |                                                            |                              |                                                                                                  |               |                   |
| 22 | 9  | "マーシャル・イーグル" "Martial Eagle"                     | アリク・サハロフ             | 原案: オリバー・ノース & トレーシー・スコット・ウィルソン 脚本: トレーシー・スコット・ウィルソン | 2014年4月23日 | 1.37              |
| エリザベスとフィリップはコントラの訓練基地"マーシャル・イーグル"に潜入するが、予想外に多くの人間を殺してしまいフィリップは苦しむ。ジェニングス家は教会に行き、ペイジが貯金をすべて寄付したことを知って驚く。スタンはフレッドらステルス機の開発者から、重要な会合の付近でコナー家の惨殺事件が起きたことを知る。帰宅したスタンは妻から不倫をしていると聞かされる。エリザベスは断酒会に出席して、ノースロップの社員からステルス技術の情報を入手しようとする。 |    |                                                            |                              |                                                                                                  |               |                   |
| 23 | 10 | "ユースフ/ユサフ" "Yousaf"                                 | ステファン・シュワルズ       | ステファン・シフ & ステュアート・ジッチャーマン                                                  | 2014年4月30日 | 1.27              |
| ギャドに脅されたアルカディはヴラッドの死に対する告発を取り下げ、ギャドは元の職務に復帰する。フィリップは情報提供者である国防次官補の妻のアナリーズにパキスタン軍統合情報局の高官ユースフを誘惑させてアフガニスタンに関わる情報を得ようとする。スタンはコナー家が非合法活動をしていたと知り、生き残りの息子ジャレッドを尋問する。ラリックはアメリカに戻り、"マーシャル・イーグル"基地で仲間の兵士を殺した相手を探し、ケイトの電話番号を手に入れる。 |    |                                                            |                              |                                                                                                  |               |                   |
| 24 | 11 | "ステルス" "Stealth"                                       | グレゴリー・ホブリット       | ジョシュア・ブランド                                                                             | 2014年5月7日  | 1.12              |
| バクラノフはソ連でステルス技術を研究させられるが電波吸収体の情報が不足する。エリザベスとケイトがそれぞれジャレッドと会う。ラリックはケイトを誘拐してKGB工作員の正体を知ろうとする。アルカディはニーナに命じてステルス技術の情報をスタンから得ようとする。フィリップはロッキードを恨む技術者から電波吸収体の情報を得る。 |    |                                                            |                              |                                                                                                  |               |                   |
| 25 | 12 | "クロニクル作戦" "Operation Chronicle"                     | アンドリュー・バーンスタイン | ジョエル・フィールズ & ジョー・ワイズバーグ                                                      | 2014年5月14日 | 1.27              |
| エリザベスはジャレッドを隠れ家に連れ出すが、ラリックが密かに追う。アルカディはニーナを捕えて裁判にかけるとスタンを脅し、"エコー"プログラムを盗ませようとする。マーサはFBIの極秘文書をフィリップに渡す。 |    |                                                            |                              |                                                                                                  |               |                   |
| 26 | 13 | "エコー/大義" "Echo"                                       | ダニエル・サックハイム       | ジョエル・フィールズ & ジョー・ワイズバーグ                                                      | 2014年5月21日 | 1.29              |
| フレッドは電波吸収体のサンプルを盗み出すが撃たれて死ぬ。ラリックが行方不明とわかり、ケイトらの失踪とのかかわりを疑い、ジェニングス夫婦は子供たちを安全な場所に移す。ラリックはジェンキンス夫妻を捕えるが、ジャレッドと撃ちあって死ぬ。ジャレッドは死ぬ間際に、自分が家族を殺したと告白する。スタンは"エコー"プログラムをKGBに渡すことを拒否し、ニーナはソ連に送還される。クラウディアは、KGBがコナー夫妻の意志に反してジャレッドを第二世代のスパイにするためにケイトを送り込んだことを明かし、次はペイジの番だと言う。 |    |                                                            |                              |                                                                                                  |               |                   |

### シーズン3
| 通算 # | #  | 邦題 原題                                                                                 | 監督                         | 脚本                                                  | 放送日        | 視聴者数 (百万人) |
| --- | -- | ----------------------------------------------------------------------------------------- | ---------------------------- | ----------------------------------------------------- | ------------- | ----------------- |
| 27 | 1  | "自己啓発セミナー/EST" "EST Men"                                                          | ダニエル・サックハイム       | ジョエル・フィールズ & ジョー・ワイズバーグ           | 2015年1月28日 | 1.90              |
| 家族と別居するスタンはフィリップと自己啓発セミナーに出るが内容を気にいらない。エリザベスはCIAの元職員と会い、アフガニスタンでの工作員のリストを受け取る。だがエリザベスはギャドらに尾行されて乱闘になり、リストを失くす。後にジェニングス夫妻はかつての指導教官のガブリエルと会い、ペイジを工作員にすべきだと言われる。フィリップは反対しエリザベスと口論となる。アナリーズは愛するようになったパキスタン軍統合情報局のユースフに工作を告白して殺される。そこに見張っていたフィリップが現れる。                      |    |                                                                                           |                              |                                                       |               |                   |
| 28 | 2  | "重荷/母と娘" "Baggage"                                                                   | ダニエル・サックハイム       | ジョエル・フィールズ & ジョー・ワイズバーグ           | 2015年2月4日  | 0.92              |
| フィリップ、エリザベス、ユースフはアナリーズの死体を始末する。フィリップは見返りにユースフの協力を求める。モスクワで牢に入れられたニーナをオレグの父が訪れる。ニーナが逮捕されたことに怒り、オレグはスタンを責める。アナリーズの死に動揺したフィリップはペイジをスパイにすることを嫌がる。スタンはソ連から亡命したアメリカ研究者のジナイーダの警護を任される。 |    |                                                                                           |                              |                                                       |               |                   |
| 29 | 3  | "売家/オープンハウス" "Open House"                                                        | トマス・シュラミ             | ステュアート・ジッチャーマン                          | 2015年2月11日 | 1.02              |
| アフガニスタンにおけるCIA工作員のリストを手に入れるため、ジェニングス夫妻はCIA局員の携帯電話に盗聴器をつける。信号を拾うために二人は目標に接近し捕まりそうになる。エリザベスはギャドらとの乱闘で負った怪我の痛みで苦しむが、手配を恐れて歯医者に行けず、フィリップが折れた歯を抜く。オレグは帰国するかどうか迷った末、アメリカに留まることにする。スタンはジナイーダを疑い始める。 |    |                                                                                           |                              |                                                       |               |                   |
| 30 | 4  | "一握りの大麻/年上の男" "Dimebag"                                                         | トマス・シュラミ             | ピーター・アッカーマン                                | 2015年2月18日 | 0.97              |
| フィリップは盗聴先のCIA局員がアフガニスタン担当グループ長の娘のキミーをベビーシッターに雇った事を知る。ペイジと同じくらいの年の娘を籠絡することを躊躇しながらも、キミーに近づいて一緒に大麻を楽しむ。ニーナは牢仲間のエヴィの自白を引き出すよう求められる。スタンは自己啓発セミナーで会ったトーリにデートに誘われるが断る。ペイジは誕生日のディナーにティム師夫妻を招き、その場で洗礼を受けたいと言い出す。スタンは浮気を別居中のサンドラに告白する。マーサは養子をとりたいとフィリップに持ちかける。                |    |                                                                                           |                              |                                                       |               |                   |
| 31 | 5  | "サラン峠/良心" "Salang Pass"                                                             | ケヴィン・ドーリング         | ステファン・シフ                                      | 2015年2月25日 | 0.81              |
| フィリップは両親の留守中にキミーの家に招かれる。エリザベスは断酒会で知り合ったノースロップの従業員リサを昇進させるために同僚を殺す。スタンはジナイーダをロシアのスパイと証明して逮捕すれば、ニーナと交換できるとオレグに持ちかける。エリザベスは南アフリカ出身の学生ハンスをスパイとして訓練する。 |    |                                                                                           |                              |                                                       |               |                   |
| 32 | 6  | "新たな人生/洗礼" "Born Again"                                                            | ケヴィン・ドーリング         | トレーシー・スコット・ウィルソン                      | 2015年3月4日  | 0.93              |
| ペイジは洗礼を受ける。スタンはトーリとセックスをする。ガブリエルはフィリップに、イリーナとの間の息子ミーシャが兵士としてアフガニスタンにいると告げる。フィリップはキミーに誘惑されるが、信仰を理由にかわす。ニーナはエヴィからボーイフレンドについての告白を引き出す。エリザベスはペイジにグレゴリーの話をする。 |    |                                                                                           |                              |                                                       |               |                   |
| 33 | 7  | "ウォルター・タフェット" "Walter Taffet"                                                  | ノア・エメリッヒ             | ララ・シャピロ                                        | 2015年3月11日 | 1.22              |
| マーサが仕掛けた盗聴器が見つかり、FBI職務責任局のウォルター・タフェットが部署内部を捜索する。ペイジは人種差別の歴史を学び始める。フィリップはエリザベスに、ミーシャの話をする。エリザベスはハンスの助けで、反アパルトヘイト運動を妨害しようとした二人の南アフリカ工作員を誘拐する。 |    |                                                                                           |                              |                                                       |               |                   |
| 34 | 8  | "投資の回収/負の投資" "Divestment"                                                        | ダン・アティアス             | ジョシュア・ブランド                                  | 2015年3月18日 | 1.13              |
| 二人の南アフリカ工作員のうち、ヴェンターは処刑されるがトッドは解放される。タフェットに尋問されたマーサは、クラークを名乗るフィリップを問い詰める。エリザベスはミーシャをアフガニスタンの前線から呼び戻すようガブリエルに頼む。ニーナは減刑され、アメリカから連れ戻した科学者バクラノフの仕事を進展させれば釈放すると言われ、かつて陥れたワシーリーに会う。 |    |                                                                                           |                              |                                                       |               |                   |
| 35 | 9  | "郵便ロボは電気羊の夢を観るか/真夜中の出合い" "Do Mail Robots Dream of Electric Sheep?"   | スティーヴン・ウィリアムズ   | ジョシュア・ブランド                                  | 2015年3月25日 | 0.99              |
| トッドに見られたと聞いたハンスは、スパイを続けるためにトッドを殺す。マーサは何事もなかったかのように振る舞い、ギャドが蹴って壊した郵便ロボが修理されると言う。ジェニングス夫妻は郵便ロボに盗聴器を仕掛けるために修理工場に忍び込むが、ベティという老女に会う。ベティは殺されることを覚悟して打ち明け話をし、エリザベスもまたロシアのスパイであることを語った後に、ベティに許容量以上の心臓の薬を飲ませて死なせる。オレグとスタンはニーナを救うため、協力してジナイーダがソ連のスパイであることを突き止めようとする。 |    |                                                                                           |                              |                                                       |               |                   |
| 36 | 10 | "スティンガー/真実を告げるとき" "Stingers"                                                | ラリッサ・コンドラッキ       | ジョエル・フィールズ & ジョー・ワイズバーグ           | 2015年4月1日  | 0.90              |
| ジナイーダは映画館のトイレに密かに伝言を残し、スパイであることがわかる。バクラノフはニーナに仕事上の問題を打ち明け始める。キミーの父親の盗聴から、ジェニングス夫妻はパキスタン軍統合情報局がアフガニスタン情勢の話し合いのためにアメリカに代表を送ると知る。ヘンリーとスタンは仲を深める。ティム師に教唆され、ペイジは秘密を抱えていると両親を問い詰める。二人はソ連のスパイであると告白し、誰にも口外しないように求める。                                                                                           |    |                                                                                           |                              |                                                       |               |                   |
| 37 | 11 | "バクラノフの哀しみ/アントン・バクラーノフの一日" "One Day in the Life of Anton Baklanov" | アンドリュー・バーンスタイン | ステファン・シフ & トレーシー・スコット・ウィルソン   | 2015年4月8日  | 1.04              |
| ペイジは両親の秘密と向き合おうとする。ユースフはフィリップにスティンガーミサイルのアフガニスタンへの供与の話をする。マーサはタフェットに尋問されプレッシャーを受ける。フィリップはエリザベスが病気の母に会えるようガブリエルに頼む。エリザベスはホテルのマネージャーに接近する。リサの夫はエリザベスに報酬の積み上げを要求する。バクラノフはニーナにさらに心を開く。 |    |                                                                                           |                              |                                                       |               |                   |
| 38 | 12 | "ムジャヒディン/異国からの使者" "I Am Abassin Zadran"                                     | クリストファー・ミシアノ     | ピーター・アッカーマン & ステュアート・ジッチャーマン | 2015年4月15日 | 0.98              |
| ペイジが無断でティム師の家に泊まろうとしたため、ジェニングス夫妻はペイジを問い詰める。スタンはニーナの件でFBIに疑われる。エリザベスはリサに初めてのスパイ活動をさせる。KGBは郵便ロボの盗聴器から何も見つけられない。夫妻は混乱するペイジをエリザベスの病気の母に会わせることに決める。夫妻はスティンガー供与を妨害するため、CIA要員を装ってアフガニスタンのムジャヒディン(ジハード戦士)のザドランを操り、仲間を殺させる。マーサの心労は極限に達し、フィリップは変装を解いて自分をさらけ出して見せる。                |    |                                                                                           |                              |                                                       |               |                   |
| 39 | 13 | "1983年3月8日" "March 8, 1983"                                                            | ダニエル・サックハイム       | ジョエル・フィールズ & ジョー・ワイズバーグ           | 2015年4月22日 | 1.22              |
| ガブリエルの助けで、エリザベスはペイジをドイツに連れて行き祖母に会わせる。スタンはジナイーダがソ連のスパイであるとオレグが供述したテープをギャドに渡し、ニーナとの関係を告白する。ジナイーダは逮捕されるがニーナとは交換されず、スタンは解雇されそうになる。フィリップはFBIのコンピューター担当者の自殺を偽装し、タフェットの捜査を終結させる。レーガンはソ連を「悪の帝国」と呼ぶ。アメリカに戻ったペイジは秘密を抱えきれず、ティム師に両親がロシア人であることを告白する。                                          |    |                                                                                           |                              |                                                       |               |                   |

### シーズン4
| 通算 # | #  | 邦題 原題 | 監督                   | 脚本                                        | 放送日        | 視聴者数 (百万人) |
| --- | -- | --- | ---------------------- | ------------------------------------------- | ------------- | ----------------- |
| 40 | 1  | "鼻疽菌/生物兵器" "Glanders"                                                                                   | トマス・シュラミ       | ジョエル・フィールズ & ジョー・ワイズバーグ | 2016年3月16日 | 1.11              |
| フィリップは、FBIのコンピューター担当者を殺して自殺に見せかけ、罪を着せたことをマーサに告白する。ガブリエルは、FBI監視下にある科学者のウィリアムから生物兵器の鼻疽菌を手に入れるようジェニングス夫妻に命令する。自己啓発セミナーで、フィリップは子供のころに虐めっ子を殺したことを思い出す。マーサはウィリアムの監視スケジュールを手に入れ、ジェニングス夫妻はウィリアムに会って鼻疽菌を手に入れる。フィリップが家に帰ると、前妻のサンドラと親密にしていたとトーリから聞いたスタンと争いになる。ペイジはティム師に両親がソ連のスパイであると告白する。バクラノフの仕事は進展し、ニーナは夫に会いたいとワシーリーに要求する。 |    | |                        |                                             |               |                   |
| 41 | 2  | "ティム牧師" "Pastor Tim"                                                                                      | クリス・ロング         | ジョエル・フィールズ &ジョー・ワイズバーグ  | 2016年3月23日 | 0.93              |
| ガブリエルは鼻疽菌をソ連に持ち出す手配をするようジェニングス夫妻に言う。エリザベスは、ペイジがティム師に自分たちの正体を明かした事を知り、ティム師を殺すべきかフィリップと話し合う。フィリップはパイロットに鼻疽菌を託そうとするが、怪しんだ警備員を殺してしまい、神経質になったパイロットは受け取りを拒否する。ガブリエルはエリザベスに母が亡くなったと伝える。スタンとオレグのニーナ救出の試みは失敗する。ニーナはバクラノフの息子へのメモを夫に託すが露呈する。 |    | |                        |                                             |               |                   |
| 42 | 3  | "エプコット" "Experimental Prototype City of Tomorrow"                                                         | ケヴィン・ダウリング   | ステファン・シフ                            | 2016年3月30日 | 0.82              |
| エリザベスは韓国からの移民で化粧品販売員のヨンヒに近づく。スタンはマーサを疑う。ジェニングス夫妻はティム師に会い、妻アリスにも自分たちの正体を話したと知る。ガブリエルは、ジェニングス家がエプコットに遊びに行く間に、KGBがティム師を殺すと言う本部の計画を伝える。ガブリエルは鼻疽菌に感染して倒れる。自分たちも感染した恐れがあるため、ウィリアムも感染させてワクチンを手に入れ、夫妻は36時間隔離されることになる。 |    | |                        |                                             |               |                   |
| 43 | 4  | "クロラムフェニコール/感染" "Chloramphenicol"                                                                  | ステファン・シュワルツ | トレーシー・スコット・ウィルソン            | 2016年4月6日  | 1.04              |
| ジェニングス夫妻とウィリアムはガブリエルのアパートに籠る。エリザベスはティム師夫妻の暗殺を止めさせた後、感染の兆候を示す。マーサはアダーホルト捜査官に食事に誘われ、その間にスタンはマーサのアパートを捜索する。朝までにガブリエルとエリザベスは回復する。エリザベスはティム師夫妻を殺さず、秘密を守らせようと決心する。オレグはニーナを救うためにソ連に帰り、重職にある父親に助力を願う。だがニーナは銃殺される。 |    | |                        |                                             |               |                   |
| 44 | 5  | "クラークの部屋/クラークの家" "Clark's Place"                                                                  | ノア・エメリッヒ       | ピーター・アッカーマン                      | 2016年4月13日 | 0.89              |
| ジェニングス夫妻はティム師夫妻に会い、自分たちの活動への理解と共感を得ようと努める。オレグはアメリカに戻り、ニーナの死をスタンに伝える。フィリップはマーサが尾行されていることを知り心配する。一方で、フィリップはスタンとの仲を修復しようとする。 |    | |                        |                                             |               |                   |
| 45 | 6  | "ネズミ/マーサの行方" "The Rat"                                                                                | カリ・スコグランド     | ジョシュア・ブランド                        | 2016年4月20日 | 0.90              |
| フィリップはマーサをモスクワに脱出させようとし、隠れ家に保護する。スタンとアダーホルトは病欠したマーサを怪しんでアパートを捜索し、ギャドに報告する。マーサはガブリエルの制止を振り切って隠れ家を出る。フィリップはウィリアムから野兎病に感染したネズミを受け取る。 |    | |                        |                                             |               |                   |
| 46 | 7  | "旅行代理店/君が向かう場所" "Travel Agents"                                                                    | ダン・アティアス       | タニヤ・バーフィールド                      | 2016年4月27日 | 0.90              |
| マーサは通りを彷徨った後で思い出の公園から両親に電話をし、FBIは発信地を突き止めてマーサに迫る。マーサはフィリップに電話し、居場所を告げて待つ。エリザベスがマーサを見つけて隠れ家に連れ戻す。フィリップはマーサが一人でロシアに行き、二度と会うことはないと言い、マーサは衝撃を受ける。タチアナは、マーサを運び出すパイロットに用意があると言う。ギャドは、秘書がスパイであったことで防諜部トップとしての自分のキャリアはおしまいだとスタンに語る。 |    | |                        |                                             |               |                   |
| 47 | 8  | "消えた自由の女神/自由へのイリュージョン" "The Magic of David Copperfield V: The Statue of Liberty Disappears" | マシュー・リス         | ステファン・シフ                            | 2016年5月4日  | 1.02              |
| マーサは野兎病のサンプルとともにキューバに脱出する。ジェニングス夫妻は家に落ち付き、エリザベスは再びヨンヒに接近する。スタンはフィリップと一緒にビールを飲み、職場で大惨事があったと語る。エリザベスはフィリップの通う自己啓発セミナーに出た後、夫と言い争いになる。ガブリエルは、ジェニングス夫妻が大きなストレスを抱えていることに気付く。エリザベスは、聖書研究会をさぼったペイジを叱責し、ティム師夫妻との関係を保てと命じる。エリザベスはリサに呼び出され、夫が金を持って逃げたため、警察に自白すると聞かされる。エリザベスはやむを得ずリサを殺す。ガブリエルはしばらくの間、ジェニングス夫妻に新しい任務を与えないと言う。七カ月が経ち、ペイジはティム師夫妻と時を過ごし、帰宅して両親に報告する。ギャドは失職し、アジアへの旅行に出発する。 |    | |                        |                                             |               |                   |
| 48 | 9  | "ザ・デイ・アフター" "The Day After"                                                                           | ダニエル・サックハイム | トレーシー・スコット・ウィルソン            | 2016年5月11日 | 0.90              |
| フィリップはペイジに運転を教える。スタンは新しい上司を迎え、息子と暮らし始め、トーリとは別れる。ウィリアムは新しい生物兵器の存在をフィリップに話す。『ザ・デイ・アフター』が放送され、誰もが動揺する。エリザベスは躊躇しながらもヨンヒの夫ドンとの不倫を仕組む。ティム師は、ペイジの精神状態を心配しているとフィリップに語る。 |    | |                        |                                             |               |                   |
| 49 | 10 | "感情/異国での災い" "Munchkins"                                                                                | ステッフ・グリーン     | ピーター・アッカーマン                      | 2016年5月18日 | 0.82              |
| ティム師がエチオピアで行方不明になる。身重のアリスは動揺してソ連の関与を疑い、夫か自分に何かあればジェニングス夫妻の正体を明かすテープが司法省に送られると脅す。ティム師が見つかり、アリスはペイジに謝罪する。フィリップはキミーに再会する。エリザベスはヨンヒの家庭の崩壊を招いていることに悩む。ギャドはタイでKGBに接触され、逃げようとして死ぬ。オレグはタチアナと寝て、生物兵器獲得がタチアナの任務だと聞かされる。 |    | |                        |                                             |               |                   |
| 50 | 11 | "7人の食卓" "Dinner for Seven"                                                                                 | ニコル・カッセル       | ジョシュア・ブランド                        | 2016年5月25日 | 0.81              |
| ティム師は無事に戻り、アリスの行動をジェニングス夫妻に謝る。スタンはオレグとの関係を終わらせる。ティム師夫妻を夕食に招いた夜、たまたまスタンが訪れて食卓を共にし、緊張が走る。エリザベスは妊娠したとドンに話す。ガブリエル、クラウディア、フィリップはエリザベスは自殺したと嘘をつき、遺族を装ってドンの職場から機密を盗む。エリザベスはヨンヒとの友情を裏切ったことに苦しみ、ティム師に救いを求める。エリザベスとペイジは二人の暴漢に襲われるが、エリザベスは一人を殴り倒しもう一人を殺す。 |    | |                        |                                             |               |                   |
| 51 | 12 | "最後の任務/ウィリアムの苦悩" "A Roy Rogers in Franconia"                                                      | クリス・ロング         | ジョエル・フィールズ & ジョー・ワイズバーグ | 2016年6月1日  | 0.93              |
| ペイジは目の前で母が行った殺人に衝撃を受ける。ウィリアムは生物兵器の持ち出しを止めたいと言う。ガブリエルはウィリアムを説得する。タチアナはナイロビに栄転するとオレグに言い、共に行こうと誘うが断られる。アダーホルトはメール・ロボットの中の盗聴器を見つける。オレグは生物兵器の危険性を恐れ、ソ連がアメリカの生物兵器を手に入れたとスタンに話し、FBIはウィリアムに迫る。ペイジはマシューを誘惑してスタンの仕事を探るが、両親は気に入らない。 |    | |                        |                                             |               |                   |
| 52 | 13 | "ペルソナ・ノン・グラータ/追放" "Persona Non Grata"                                                            | クリス・ロング         | ジョエル・フィールズ & ジョー・ワイズバーグ | 2016年6月8日  | 0.77              |
| ウィリアムは生物兵器をフィリップに渡そうとして捕まり、自分をウイルスに感染させる。オレグはロシアに帰ろうとする。ソ連で、フィリップの息子のミカイルは精神病院から解放されて祖父に会い、逮捕された母親から預かったパスポートや現金を受け取る。母親の指示に従い、ミカイルはアメリカで父親に会おうとする。FBIはアルカディに面会し、ギャドの殺人とウィリアムのスパイ活動で告発して48時間以内の出国を求める。タチアナがアルカディの臨時代理となる。ウィリアムの逮捕を知ったガブリエルは、ソ連に帰る準備をジェニングス夫妻に求める。隔離されたウィリアムの病状は悪化する。スタンはペイジとマシューがキスするのを見る。 |    | |                        |                                             |               |                   |

### シーズン5
| 通算 話数 | シーズン 話数 | タイトル                                                         | 監督                           | 脚本                                        | 放送日        | U.S.視聴者数 (百万人) |
| --- | ------------- | ---------------------------------------------------------------- | ------------------------------ | ------------------------------------------- | ------------- | --------------------- |
| 53 | 1             | "琥珀色に波打つ穀物/新たな任務" "Amber Waves"                    | クリス・ロング                 | ジョエル・フィールズ & ジョー・ワイズバーグ | 2017年3月7日  | 0.93                  |
| フィリップとエリザベスはベトナム難民のトゥアンを養子とした家族を偽装し、アメリカに亡命した農業学者モロゾフの家族に接近する。ペイジはマシューとの交際を深める。オレグはソ連に帰り食品業界の不正を捜査する任務に就く。フィリップの息子ミーシャは父に会うためにソ連を出国する。ジェニングス夫妻らは埋葬されたウィリアムの死体からサンプルを回収するが、ハンスが誤って感染したためエリザベスが殺す。 |               |                                                                  |                                |                                             |               |                       |
| 54 | 2             | "害虫/揺れる心" "Pests"                                          | クリス・ロング                 | ジョエル・フィールズ & ジョー・ワイズバーグ | 2017年3月14日 | 0.94                  |
| エリザベスはペイジにマシューと交際する上での助言を与える。ガブリエルはエリザベスをイリノイ州に送り込み、ソ連が輸入する穀物の品質低下の原因を探らせ、エリザベスは奇妙な虫を見つける。CIAがソ連に帰ったオレグを協力者として利用しようとし、スタンは妨害する。 |               |                                                                  |                                |                                             |               |                       |
| 55 | 3             | "研究所/害虫" "The Midges"                                       | ステファン・シュワルツ         | トレーシー・スコット・ウィルソン            | 2017年3月21日 | 0.80                  |
| オレグはCIAからの接触を拒否する。モスクワではマーサの姿が見られる。ペイジは両親から教わった嘘をつくテクニックをマシューに試す。ジェニングス夫妻は、エリザベスの見つけた虫がソ連の穀物生産に打撃を与えるものだと疑い、オクラホマシティの研究施設に忍び込む。小麦を食う虫の卵が量産されてアグリコープという会社に送られていると聞き出した後、研究者を殺害する。ミーシャはユーゴスラビアに着き、オーストリアに入国しようとする。 |               |                                                                  |                                |                                             |               |                       |
| 56 | 4             | "カンザスの問題/アグリコープ社" "What's the Matter with Kansas?" | グウィネス・ホーダー＝ペイトン | ピーター・アッカーマン                      | 2017年3月28日 | 0.89                  |
| エリザベスとフィリップはカンザス州トピカを訪れ、それぞれアグリコープの従業員に接近する。オレグは苦境に陥ったことを母親に打ち明ける。スタンは、CIAがオレグを脅迫すれば、ソ連大使館のヴラッドを殺したことを公表すると上司に訴える。ミーシャはアメリカに到着する。ティム師の家で子守をするペイジは、日記を見つける。 |               |                                                                  |                                |                                             |               |                       |
| 57 | 5             | "表計算ならロータス/もう一人の息子" "Lotus 1-2-3"                | ノア・エメリッヒ               | ジョシュア・ブランド                        | 2017年4月4日  | 0.70                  |
| ジェニングス夫妻はそれぞれアグリコープの従業員に色仕掛けで近づく。モロゾフの妻エヴゲーニアはアメリカ政府内でロシア語教師の職を見つける。ガブリエルはミーシャに、父親と会うなと言う。ジェニングス夫妻は、スタンのガールフレンドのルネの正体を疑い始める。エリザベスは、アグリコープがソ連の農業生産を妨害しようとしてるのではなく、害虫に強い小麦を開発してることを知る。フィリップはこれを聞き、無実の研究員を殺してしまったことを悔やむ。 |               |                                                                  |                                |                                             |               |                       |
| 58 | 6             | "異種交配" "Crossbreed"                                          | ロクサン・ドースン             | ステファン・シフ                            | 2017年4月11日 | 0.71                  |
| ミーシャはロシアに帰る。ガブリエルは害虫に強い小麦の入手をエリザベスに命じる。ミーシャがアメリカに来たことをフィリップから隠したことに耐えられず、ガブリエルはソ連に帰ることにする。フィリップは自分が知らなかった父親のことをガブリエルから聞く。オレグは食料流通に不正を働いた人物ディミトリを捕えるが、黒幕の名前は聞き出せない。オレグはCIAとの面会場所に行くが、誰も現れない。ジェニングス夫妻は帰国直前のガブリエルにペイジを会わせる。 |               |                                                                  |                                |                                             |               |                       |
| 59 | 7             | "人権委員会/帰国" "The Committee on Human Rights"                | マシュー・リス                 | ヒラリー・ベティス                          | 2017年4月18日 | 0.79                  |
| CIAはスタンの要求に応じてオレグから手を引き、スタンの配置転換要求は上司が拒否する。ペイジはマシューに別れを切り出す。ジェニングス夫妻は、害虫に耐性のあるアグリコープの小麦を手に入れてガブリエルに渡す。エリザベスはまた、精神科医のオフィスからソ連の反体制派の情報を盗み出す。出国する前夜、ガブリエルは過去に犯した酷い行いのことをフィリップに語る。ルネがスパイであるかどうかは知らず、ペイジをスパイ活動に巻き込むべきではなかったと言う。 |               |                                                                  |                                |                                             |               |                       |
| 60 | 8             | "集中授業" "Immersion"                                           | ケヴィン・ブレイ               | トレーシー・スコット・ウィルソン            | 2017年4月25日 | 0.76                  |
| ガブリエルに代わりクラウディアが再びジェニングス夫妻の連絡係となる。ジェニングス夫妻はペイジのことを心配してアグリコープ従業員に会う旅行を取りやめ、フィリップは別れを切り出される。暴漢に襲われてた恐怖を抱えるペイジにエリザベスは格闘術を教え、レイプされた記憶を克服したことを話す。エリザベスはエヴゲーニアとソ連担当のCIA職員との不倫関係を利用するために、エヴゲーニアをソ連に帰そうと画策する。スタンとアダーホルトはタス通信に勤めるソフィアに資金を提供し、FBIの協力者とする。オレグは部屋をKGBに捜索され、母親の過去を調べたことが理由ではないかと疑う。 |               |                                                                  |                                |                                             |               |                       |
| 61 | 9             | "長距離バス/過去の代償" "IHOP"                                   | ダン・アティアス               | ピーター・アッカーマン                      | 2017年5月2日  | 0.68                  |
| フィリップはキンバリーに再会してCIA幹部である父親の鞄に仕掛けた録音機からテープを回収し、ソ連がアフガニスタンで生物兵器を使ったという会話を聞く。スタンの上司のウルフは、バンコクでのギャドの死の陰にKGBがいた証拠が見つかったと言い、オレグを脅して協力者にするつもりだと言う。スタンはギャドの未亡人に会いオレグを巻き込みたくない心情を打ち明けるが、同意は得られない。オレグは家を捜索したKGBのチームに尋問され、ニーナとスタンとの関係を聞かれる。母親の強制収容所時代のことを父親から聞く。逮捕したディミトリから黒幕の名リディアを聞き出す。モスクワに戻ったガブリエルはソ連に馴染めないマーサの部屋を訪ねる。ヘンリーは友人のクリスとともに、ニューハンプシャー州の著名な全寮制の学校に行きたいと言いだして両親を驚かす。トゥアンが帰宅しなかったことを知ってエリザベスが仲間と共に尾行すると、トゥアンはハリスバーグのIHOPに行く。トゥアンは以前養育された家族が病気になったため、州の外から電話をかけようとしていただけだと言う。 |               |                                                                  |                                |                                             |               |                       |
| 62 | 10            | "暗室作業/牧師の日記" "Darkroom"                                 | シルヴェイン・ホワイト         | ステファン・シフ                            | 2017年5月9日  | 0.61                  |
| トゥアンはパーシャが学校でいじめられるよう仕組み、モロゾフとエヴゲーニアはホームシックを告白しあう。ジェニングス夫妻から連絡を受けたソ連大使館のタチアナが妻に接触し、帰国すれば免罪されると話す。クラウディアは夫妻が送った生物兵器が使用されたか知らないと話し、夫妻にアグリコープ従業員との関係を続けるよう求める。夫妻はガブリエルの知人であるロシア正教のアンドレイ司祭に頼んで正式な結婚式を挙げる。スタンとアダーホルトは協力者としたソフィアから、アイスホッケー選手のボーイフレンドのゲナディが定期的にソ連から外交行囊を運んでいると聞く。ペイジはティム師の日記を盗み読んで自分に関する記述に動揺し、写真を撮って両親に見せる。 |               |                                                                  |                                |                                             |               |                       |
| 63 | 11            | "ジャチコヴォ" "Dyatkovo"                                        | ステフ・グリーン               | ジョシュア・ブランド                        | 2017年5月16日 | 0.62                  |
| オレグは帳簿をもとに尋問するが、リディアはひるまない。フィリップは全寮制の学校に行く許可をヘンリーに与える。ヘンリーは学校の宿題のため、スタンに案内されてFBIを見学する。クラウディアは、ソ連がウィリアムから入手した生物兵器を使ったとジェニングス夫妻に伝え、第二次大戦中のジャチコヴォでナチに協力したアンナであると疑われる女をボストンで調査する任務を与える。アンナは夫とジェニングス夫妻の前で告白し、16才の自分は強要されたと弁解する。フィリップは躊躇するが、エリザベスはアンナと夫を殺す。エリザベスは帰国したいと口にする。 |               |                                                                  |                                |                                             |               |                       |
| 64 | 12            | "世界教会協議会/第2の人生" "The World Council of Churches"       | ニッキー・カッセル             | ジョエル・フィールズ & ジョー・ワイズバーグ | 2017年5月23日 | 0.66                  |
| ティム師をペイジから引き離したいジェニングス夫妻の要請にこたえてソ連はブエノスアイレスでの世界教会協議会の仕事がティム師に提供されるよう手配し、ティム師は引き受ける。ペイジは信仰を失いつつある。ゲナディがスタンとアダーホルトに会い、協力と引き換えに手当の増額を申し出る。ジェニングス夫妻はクラウディアに会い、子供たちを連れての帰国を考えたいと言う。トゥアンはモロゾフの帰国を促すため、息子パーシャの自殺未遂を謀る。オレグは取り調べを受け、ウィリアムの逮捕への関与やスタン、ニーナとの交友関係を尋ねられる。オレグの母はかつて強制収容所で体を売って生き延びたことを告白する。オレグは心配する父親の救いの手を断る。食料流通不正の関係者の逮捕は、上層部の介入により拒否される。工場で働くミーシャのもとをフィリップの兄が訪れて家に招く。 |               |                                                                  |                                |                                             |               |                       |
| 65 | 13            | "ソビエト分裂/見えない明日" "The Soviet Division"                | クリス・ロング                 | ジョエル・フィールズ & ジョー・ワイズバーグ | 2017年5月30日 | 0.77                  |
| ジェニングス夫妻は自殺をはかったパーシャを救い、警備のCIA要員に姿を見られる。エヴゲーニアは夫をアメリカに残し、パーシャとともにソ連に帰国を決める。トゥアンは同情からパーシャを救ったジェニングス夫妻をプチブルジョアだと非難する。エリザベスは、パートナーなしではトゥアンはいずれ失敗を犯すだろうと警告する。ソフィアのボーイフレンドは嘘発見器のテストをパスする。アパートで水漏れがあったルネがスタンの家に越してきて、防諜活動から離れようとしたスタンを翻意させる。モスクワでは、マーシャが養女を迎えることを許可される。ジェニングス夫妻は子供たちを連れて帰国しようと決める。ヘンリーは寄宿学校に受かるが、フィリップは入学を拒否する。だが、キミーの父親がCIAのソ連部門長に昇進することになり、ジェニングス夫妻はアメリカにとどまってキミーをスパイし続けることにする。 |               |                                                                  |                                |                                             |               |                       |

### シーズン6
| 通算 話数 | シーズン 話数 | タイトル                                                   | 監督                   | 脚本                                        | 放送日        | U.S.視聴者数 (百万人) |
| --- | ------------- | ---------------------------------------------------------- | ---------------------- | ------------------------------------------- | ------------- | --------------------- |
| 66 | 1             | "死者の手" "Dead Hand"                                     | クリス・ロング         | ジョエル・フィールズ & ジョー・ワイズバーグ | 2018年3月28日 | 0.64                  |
| 1987年、フィリップはスパイの仕事から離れて旅行代理店に専念し、エリザベスはペイジを訓練しながらスパイを続ける。スタンはルネと付き合い続け、防諜の仕事から離れている。ゴルバチョフとレーガンの軍縮首脳会談を控え、エリザベスは国務省のグレン・ハスカードの家に、病気の妻の看護婦として入り込んでいる。クラウディアの指令で、エリザベスはメキシコでソ連の将軍と会い、アメリカを反撃し殲滅する自動プログラム"デッド・ハンド"のことを聞かされ、ゴルバチョフがデッド・ハンドを削減対象とした場合には政府を倒す計画を知らされる。重大機密を漏らさないよう、毒薬を与えられる。KGBの幹部となりゴルバチョフの改革を支持するアルカディは、運輸省に勤めるオレグに秘密裏にアメリカへ行くよう頼む。オレグは妻と一才の子を置いてアメリカにわたり、密かにフィリップに会ってエリザベスの行動をスパイするよう依頼する。アメリカ軍の警備の男がペイジに接近して偽の学生証を没収し、デートに誘う。エリザベスは男を殺して学生証を回収する。過酷な任務で疲労したエリザベスは家で待っていたフィリップとの会話を拒む。 |               |                                                            |                        |                                             |               |                       |
| 67 | 2             | "チャイコフスキー/昔の友人" "Tchaikovsky"                  | マシュー・リス         | ジョエル・フィールズ & ジョー・ワイズバーグ | 2018年4月4日  | 0.62                  |
| スタンの以前の情報源のソ連のアイスホッケー選手ゲナディがソフィアに家から追い出されて助けを求めてくる。ゲナディはFBIにX線写真を撮らせたのち、ソ連に秘密便を運ぶ。エリザベスはかつて接触したアメリカ軍の将軍に放射線センサーの提供を要求する。国務省に忍び込み、職員を装ってCIAの局員マクリーシュからレーガン大統領がボケ始めていると聞き出す。ペイジはエリザベスにセックスがスパイ活動の一部であるか尋ね、あいまいな答えしか得られない。ハスカードは重病の妻の安楽死を考え始める。将軍はエリザベスに銃を突きつけ、もみ合って自分の頭を撃ち抜く。見張りのペイジが持ち場を離れて母を助けに駆けつける。 |               |                                                            |                        |                                             |               |                       |
| 68 | 3             | "都市交通計画" "Urban Transport Planning"                  | ダン・アティアス       | トレーシー・スコット・ウィルソン            | 2018年4月11日 | 0.71                  |
| エリザベスは持ち場を離れたことでペイジを叱責する。ソフィアはFBIのために働いていたことを新しい恋人に話したとスタンに漏らす。スタンは秘密が漏れる前にソフィアとゲナディの亡命を手配する。旅行代理店の経営が思わしくないフィリップはヘンリーの学費の納入を遅らせる。スタンはオレグと再会するが、訪米の目的は聞き出せない。エリザベスとフィリップはゴルバチョフが起こしつつある改革について話し、フィリップは改革に期待し、エリザベスは改革とアメリカに強い嫌悪感を示す。エリザベスは放射線センサーの製造会社アルセオンの従業員と話して保安上の弱点をさぐるが、正体を知られる危険を察知して殺す。フィリップはオレグに会う。 |               |                                                            |                        |                                             |               |                       |
| 69 | 4             | "ティーカップ夫妻/すれ違う思い" "Mr. and Mrs. Teacup"      | ロクサン・ドースン     | ピーター・アッカーマン                      | 2018年4月18日 | 0.57                  |
| オレグはフィリップに、ゴルバチョフの政策をめぐりKGB内部に対立があると語る。エリザベスは倉庫から放射線センサーを盗み出そうとして失敗し、警備員を殺して逃走する。ペイジは下院議員のインターンのブライアンと寝て情報を得たいと言うがエリザベスは却下する。フィリップはキミーの父親のCIA幹部を盗聴したテープを回収し、キミーがヨーロッパに行くためにサミット前には新しい盗聴内容を聞けないことを知る。テープを聞いたエリザベスはソビエト内にアメリカの情報源があることを知る。クラウディアはゲナディの亡命のことをエリザベスに話し、エリザベスはスタンの尾行を手配する。フィリップはヘンリーに、来年の学費を払えないかもしれないと伝え、旅行代理店の財政問題をエリザベスに語る。エリザベスはハスカードの病気の妻が、ソビエトの交渉団も参加するワールドシリーズ観戦ののパーティーに出るようとりはからうが、妻の症状が悪化して何の情報も得られない。アダーホルトは、ゲナディとソフィアが話したいと言っているとスタンに告げる。ペイジはブライアンと寝る。 |               |                                                            |                        |                                             |               |                       |
| 70 | 5             | "大祖国戦争/祖国への忠誠" "The Great Patriotic War"        | Thomas Schlamme        | ヒラリー・ベティス                          | 2018年4月25日 | 0.54                  |
| エリザベスの指令でKGB工作員はスタンを尾行し、ゲナディとソフィアの隠れ家を突き止める。ソ連の交渉団員がCIAと会っていることを知り、エリザベスはキミーをヨーロッパで誘拐させ、父親を脅して情報を引き出す手助けをフィリップに頼む。フィリップはキミーと寝てギリシャで会おうと持ちかける。クラウディアはソ連が大祖国戦争と呼ぶ第二次世界大戦のことをペイジに語る。ペイジはバーで絡んできた男を倒して注目を集めてしまい、エリザベスはペイジがスパイに向いていないとフィリップに語る。タチアナはオレグに出くわしセンターに通報する。ペイジは母から聞いた父の弱さについての言葉をフィリップにぶつけるが、フィリップはペイジと格闘訓練をして叩きのめす。エリザベスは隠れ家に忍び込み、7才の子供の前でゲナディとソフィアを殺す。スタンはフィリップとビールを飲み二人を殺されたことを嘆く。フィリップはキミーに電話をしてギリシャで会う話を取りやめ、共産圏には行かないよう請う。 |               |                                                            |                        |                                             |               |                       |
| 71 | 6             | "男の争い/ハーベスト" "Rififi"                             | ケヴィン・ブレイ       | ステファン・シフ & Justin Weinberger        | 2018年5月2日  | 0.61                  |
| フィリップはキミーの誘拐を邪魔したことをエリザベスに告げる。アダーホルトはスタンに、ゲナディの荷物にアルセオンのチップが見つかり、FBIはシカゴで暗号名"ハーベスト"と呼ばれる男を監視中だと言い、スタンに捜査の指揮を頼む。ヘンリーは感謝祭に帰宅して両親の溝に気づく。エリザベスは下院議員のインターンに接近する。フィリップは3人の従業員を解雇する。エリザベスとマリリンはハーベストを救出しにシカゴに向かい、スタンの家での感謝祭ディナーを欠席する。フィリップはエリザベスの秘密記録を調べてオレグに渡す。エリザベスは危険を予想してヘンリーに最後の電話をする。フィリップはエリザベスに電話をして救出作戦を中止するよう頼むが聞き入れられず、自分もシカゴに行くと言う。 |               |                                                            |                        |                                             |               |                       |
| 72 | 7             | "ハーベスト/隣人への疑惑" "Harvest"                        | ステファン・シュワルツ | Sarah Nolen                                 | 2018年5月9日  | 0.67                  |
| フィリップはスタンにヘンリーの世話を頼み、シカゴに向かう。スタンは訝り、フィリップは旅行代理店の経営が旨くいってないと説明する。ヘンリーは父母どちらの親戚にも会ったことがないとスタンに語る。シカゴでの"ハーベスト"救出作戦で、2人のFBI捜査官とマリリンが死に、ハーベストは致命傷を負い、放射線センサーがフランスにあることを伝えて服毒自殺する。フィリップは身元が割れないようマリリンの頭と手を切り取り、エリザベスが川に捨てる。ウィリアムが二人の子を持つスパイ夫婦の話をしていたことを思い出し、スタンはジェニングス家に忍び込んで捜索するが何も見つけられない。サミットを1週間後に控え、エリザベスはハスカードの家に行き、病気の妻から絵のレッスンを受ける。スタンは、6年前のグレゴリーの類似した救出作戦を調べなおす。エリザベスはマリリンの死をペイジに伝え、スパイとして生きるなら国務省のインターンになるよう求める。 |               |                                                            |                        |                                             |               |                       |
| 73 | 8             | "サミット/岐路" "The Summit"                               | Sylvain White          | Joshua Brand                                | 2018年5月16日 | 0.62                  |
| フィリップはエリザベスに、彼女がゴルバチョフ打倒を謀るグループのために働かされていると教え、自分は頼まれて彼女の行動を調べていたと告白する。ゴルバチョフがアメリカに到着する。ハスカードは妻を薬の過剰投与で安楽死させようとするが失敗し、エリザベスは妻を窒息死させる。形見にもらった絵は躊躇の末に燃やす。ソ連代表団のネステレンコとアメリカ代表団との会話を盗聴するため、エリザベスは下院議員のインターンを誘惑して盗聴器を仕掛ける。インターンは盗聴に気づくがエリザベスは彼を殺さない。ルネはFBIの採用面接を受ける。スタンにエリザベスの写真見せられたグレゴリーの知人は顔を覚えていないが、ヘビースモーカーであったことは覚えている。エリザベスはテープを聞いて、ゴルバチョフが核兵器のない世界を夢見ていることを知る。クラウディアはエリザベスにネステレンコを殺すよう命じるが、エリザベスは拒否して説明を求める。クラウディアはゴルバチョフ打倒を謀るグループの一員であることを認め、ネステレンコ暗殺を邪魔しないよう命じる。家に帰ったエリザベスは、ゴルバチョフ打倒の陰謀が事実であることをオレグに伝えるよう、フィリップに求める。ネステレンコを守らなければならない自分の代わりに、ロシア正教のアンドレイ司祭に会うよう求めるが、FBIは司祭を捜査対象としている。 |               |                                                            |                        |                                             |               |                       |
| 74 | 9             | "ジェニングス、エリザベス/S局工作員" "Jennings, Elizabeth" | クリス・ロング         | ジョエル・フィールズ & ジョー・ワイズバーグ | 2018年5月23日 | 0.73                  |
| フィリップはオレグにエリザベスのメッセージが渡るよう手配する。スタンはジェニングス夫妻のことを調べ、ブエノスアイレスにいるティム師に電話をかけるが何も聞けず、デニスに疑いを漏らす。ロシア正教のヴィクトル司祭は、アンドレイ司祭がKGBに関係しているとFBIに話す。オレグはスパイ容疑でFBIに逮捕される。エリザベスはネステレンコを見守り、暗殺をはかったタチアナを殺す。オレグはスタンに、自分はゴルバチョフを守るためにアメリカに来たと打ち明け、エリザベスの暗号化されたメッセージをソ連に届けるよう頼む。エリザベスはネステレンコ暗殺を阻止したことをクラウディアに打ち明け、憤慨させる。フィリップはアンドレイ司祭に会い、尾行するFBIからあやうく逃れる。ペイジは、エリザベスがインターンを誘惑したことをなじる。フィリップはエリザベスに緊急の合図を送り、エリザベスは地下室から重要な物を持ち出して逃げる。 |               |                                                            |                        |                                             |               |                       |
| 75 | 10            | "START/その先の未来" "START"                               | クリス・ロング         | ジョエル・フィールズ & ジョー・ワイズバーグ | 2018年5月30日 | 0.92                  |
| フィリップとエリザベスは隠れ家で合流する。二人は何も知らないヘンリーを残して逃げることにする。スタンは旅行代理店とジェニングス家に電話して二人の不在を確認する。アダーホルトはアンドレイ司祭を尋問し、ジェニングス夫妻のことを知る。モスクワでは、アルカディはオレグの逮捕を父親に告げる。スタンが見張る中、ジェニングス夫妻はペイジのアパートに来る。スタンは駐車場で3人に銃を突き付けて問い詰め，ジェニングス家は告白し始めるが、ソフィアとゲナディの暗殺は否定する。夫妻はゴルバチェフを倒そうとすると勢力と戦っていると言い、ヘンリーの世話を頼む。フィリップはルネに対する疑いを伝える。スタンは3人を見逃す。3人は身なりを変え、ヘンリーに別れの電話をする。FBIはジェニングス家を捜索する。3人は鉄道でカナダに逃げるが、ペイジは列車から降り、無人となったクラウディアのアパートに来る。スタンはヘンリーに会いに行って説明する。ジェニングス夫妻はカナダから母国に戻り、アルカディに迎えられる。夫妻はモスクワの街を眺めて語り合う。 |               |                                                            |                        |                                             |               |                       |

## 受賞
| 年   | テレビドラマ賞                        | 賞                               | 対象                                                            |
| ---- | ------------------------------------- | -------------------------------- | --------------------------------------------------------------- |
| 2013 | AFIアワード 2013                      | テレビドラマ部門                 |                                                                 |
| 2013 | Television Critics Association Awards | Outstanding New Programs         |                                                                 |
| 2014 | AFIアワード 2014                      | テレビドラマ部門                 |                                                                 |
| 2014 | サテライト賞                          | 主演女優賞ドラマ部門             | ケリ・ラッセル                                                  |
| 2015 | AFIアワード 2015                      | テレビドラマ部門                 |                                                                 |
| 2015 | 第67回クリエイティブ・エミー賞        | ゲスト女優賞ドラマシリーズ部門   | マーゴ・マーティンデイル                                        |
| 2015 | ピーボディ賞                          | ピーボディ賞                     |                                                                 |
| 2015 | Television Critics Association Awards | Outstanding Achievement in Drama |                                                                 |
| 2016 | AFIアワード 2016                      | テレビドラマ部門                 |                                                                 |
| 2016 | Television Critics Association Awards | Outstanding Achievement in Drama |                                                                 |
| 2016 | 第68回クリエイティブ・エミー賞        | ゲスト女優賞ドラマシリーズ部門   | マーゴ・マーティンデイル                                        |
| 2018 | Television Critics Association Awards | Indivisual Achievement in Drama  | ケリ・ラッセル                                                  |
| 2018 | Television Critics Association Awards | Outstanding Achievement in Drama |                                                                 |
| 2018 | Television Critics Association Awards | Program of the Year              |                                                                 |
| 2018 | 第70回プライムタイム・エミー賞        | 脚本賞ドラマシリーズ部門         | ジョエル・フィールズ & ジョー・ワイズバーグ(START/その先の未来) |
| 2018 | 第70回プライムタイム・エミー賞        | 主演男優賞ドラマシリーズ部門     | マシュー・リス                                                  |
| 2018 | 第76回ゴールデン・グローブ賞          | 作品賞ドラマシリーズ部門         |                                                                 |